# Ōbarino (stacja kolejowa)
Ōbarino (jap. 大張野駅 Ōbarino-eki) – stacja kolejowa w Akicie w prefekturze Akita.

## Położenie
Stacja położona jest w dzielnicy Kawabe Jinnai, na osiedlu Shikoku.

## Linie kolejowe
Stacja znajduje się na linii Ōu-honsen, między stacjami Ugo-Sakai i Wada.

## Historia
Otwarta została 1 lutego 1950 roku.